# داگلاس چالمرز
داگلاس چالمرز (انگلیسی: Douglas Chalmers؛ زادهٔ ۲۶ فوریهٔ ۱۹۶۶) فرمانده نظامی اهل بریتانیا است.